# Rozmyślanie przemyskie
Rozmyślanie przemyskie (właśc. Rozmyślanie o żywocie Pana Jezusa) – polski średniowieczny utwór apokryficzny, datowany na połowę XV wieku, opisujący życie Jezusa, Marii  i Józefa. Do dziś zachował się jedynie pochodzący z początku XVI wieku anonimowy odpis oryginalnych Rozmyślań przemyskich. Liczy on 426 kart (852 strony), brakuje w nim początku, zakończenia i kilku kart środkowych utworu. Trudno określić dokładnie, ile spośród rozdziałów zaginęło. Nazwa tekstu pochodzi od greckokatolickiej kapituły w Przemyślu, gdzie przechowywana była kopia rękopisu pochodząca z początków XVI wieku.
Utwór ten jest uznawany za najstarszą zachowaną do dziś książkę napisaną całkowicie po polsku.

## Historia
Dzieło zachowało się w jednej niekompletnej kopii sporządzonej na początku XVI wieku (być może po 1512). Kopia oparta była na wcześniejszej wersji, pochodzącej prawdopodobnie z XV wieku. Powstała być może w którymś klasztorze bernardyńskim (Lwów, Sokal, Sambor, Krystynopol).
Manuskrypt do 1945 stanowił własność Biblioteki Kapituły Greckokatolickiej w Przemyślu (sygn. I.M.S Nr 14). Po zniesieniu biskupstwa trafił wraz z całym zbiorem rękopisów do Biblioteki Narodowej, gdzie znajduje się do dzisiaj (sygn. Rps 8024 II). Od 2024 prezentowany jest na wystawie w Pałacu Rzeczypospolitej.
Po raz pierwszy tekst Rozmyślania został opublikowany w 1907 przez Aleksandra Brücknera . W 1952 podobiznę rękopisu opublikował Stefan Vrtel-Wierczyński . W latach 1998–2000 ukazało się dwutomowe wydanie wraz z opracowaniem pod redakcją Felixa Kellera i Wacława Twardzika.

## Opis
Manuskrypt zapisano na papierze. Składa się z 426 kart (852 stron) o wymiarach  22 × 15,5 cm. Oprawa, składająca się z deski i skóry, pochodzi z XVI wieku. W zachowanej kopii brakuje początku, zakończenia oraz kart w kilku miejscach wewnątrz tekstu.

## Zawartość utworu
Utwór podzielony jest na trzy księgi, z których każda podzielona jest na rozdziały nazywane czcieniami. Zachowane księgi są nierówne – pierwsza zawiera 33 czcienia, druga – 111, a trzecia – 405. Nie wiadomo, ile dokładnie rozdziałów zaginęło. Kompozycja złożona z prologu, narracji i zakończenia zachowała się tylko w księdze II. Możliwe jednak, że w pierwotnej wersji taką strukturę miały także pozostałe księgi.
Utwór zawiera wiele wydarzeń cudownych, pojawiają się w nim liczne postacie nadprzyrodzone (aniołowie, Szatan i in.), prorocze sny i znaki zapowiadające niezwykłe wydarzenia. W jednym z prologów anonimowy autor zaznacza, że chociaż wielu z opisanych przez niego wydarzeń nie można znaleźć w Biblii, to jednak są one, równie jak ona, prawdziwe.
- Księga pierwsza opowiada życie Marii od zwiastowania jej narodzin i jej niepokalanego poczęcia, poprzez dzieciństwo i wychowanie w świątyni, aż do małżeństwa z Józefem[5]. Według Rozmyślania, małżeństwo to było wynikiem wstawiennictwa bożego – Maria jako dziewczyna zdecydowała się ślubować czystość, z jednym wyjątkiem – jej mężem mógł zostać tylko młodzieniec, który wszedłby do świątyni mając rózgę, rózga ta miała zakwitnąć, a na jej gałęziach osiąść miał gołąbek. Cud ten spełnił się dla Józefa, który dzięki temu został mężem Marii. Małżonkowie obiecali jednak zachować czystość po ślubie.
- Księga druga opowiada o Zwiastowaniu, narodzinach i dzieciństwie Jezusa, a także o czynionych przez niego w tym okresie cudach[5] (m.in. ożywienie glinianych ptaszków, które miały zostać rozbite, sklejenie zniszczonego dzbana, wskrzeszenie zabitego podczas zabawy dziecka, powieszenie naczynia z wodą na promieniu słonecznym).
- Księga trzecia zarysowuje działalność publiczną Jezusa, jego nauki i cuda, w większości zgodne z tym, jak zostały one przedstawione w czterech Ewangeliach. Zachowana część Rozmyślania kończy się po pojmaniu Jezusa i jego rozmowie z Piłatem[5].

## Źródła utworu
Rozmyślanie... nie jest utworem oryginalnym – zostało skompilowane i przetłumaczone z różnych źródeł łacińskich. Zawartość księgi pierwszej została zapożyczona z XIII-wiecznego poematu Hugona z Trimbergu pt. Vita beate Virginis rhytmica. Działalność publiczna Jezusa została opisana na podstawie Ewangelii. Anonimowy autor korzystał także z Passio Christi Jakuba de Vitry, Historia de nativitate Mariae, pism świętego Augustyna, świętego Bernarda, Grzegorza Wielkiego, Bedy Czcigodnego i innych. Rozmyślanie zawiera też ślady wykorzystania wcześniejszego polskiego utworu pasyjnego, znanego jako Fragment pasji. Mimo korzystania z różnych źródeł polskiemu autorowi udało się stworzyć logicznie i stylistycznie zespoloną całość.

## Konstrukcja artystyczna
Mimo braku kilku rozdziałów, można podejrzewać, że konstrukcja utworu była podporządkowana kompozycji trójkowej – każde z czcień składało się z prologu, narracji i zakończenia, tytuł i tematyka każdej nowej księgi wtopiona była w ostatnie czcienie księgi poprzedzającej. Anonimowy autor (prawdopodobnie duchowny, dobrze władający łaciną) posługiwał się przede wszystkim stylem zbliżonym do mowy potocznej, z dużą ilością zdrobnień (np. osiełek, baranek) i wyrazów potocznych (np. klusię, baby). Dialogi zbudowane z krótkich, urywanych zdań oddają atmosferę codziennej rozmowy.
W tekście przeważa narracja, w której ważne role pełnią opisy i rozbudowane dialogi. Ważnymi elementami utworu są drobiazgowe opisy (zarówno zewnętrzne jak i wewnętrzne) Jezusa, Marii i Józefa, utworzone na podstawie źródeł łacińskich.